# Комако
Комако (Acrocephalus percernis) — вид співочих птахів з родини очеретянкових (Acrocephalidae).

## Поширення
Ендемік Маркізьких островів (Французька Полінезія).

## Спосіб життя
Цей птах населяє рослинність струмків і водойм, а також мангрові зарості. Живиться комахами. Гніздо будує в очереті, підвішеному на кількох прутах на відстані від 50 см до 1 м від поверхні води.

## Підвиди
- Acrocephalus percernis aquilonis — острів Еіао;
- Acrocephalus percernis postremus — острів Хатуту;
- Acrocephalus percernis percernis — острів Нукугіва;
- Acrocephalus percernis idae — острів Уагука.